# Ivánchytsi (Zarichne)
Ivánchytsi (ucraniano: Іва́нчиці) es un pueblo de Ucrania, constituido administrativamente como una pedanía del asentamiento de tipo urbano de Zarichne, en el raión de Varash de la óblast de Rivne.
En 2001, el pueblo tenía una población de 853 habitantes.
Se ubica inmediatamente al este de Zarichne, separado de la capital municipal por el río Styr, en la salida de la carretera P76 que lleva a Dubróvytsia.

## Historia
Antes de la fundación del actual municipio de Zarichne en 2020, el pueblo era, junto con Chernyn, una de las dos únicas pedanías que tenía el ayuntamiento del asentamiento de tipo urbano de Zarichne, en el raión de Zarichne.